# 金田誠一
金田 誠一（かねた せいいち、1947年9月28日 - 2023年3月10日）は、日本の政治家。衆議院議員（5期）を務めた。

## 来歴・人物
北海道上磯郡木古内町出身。
北海道函館東高等学校卒業後、函館市役所に入庁。22歳のときに日本社会党に入党。函館市議会議員を経て、1993年7月18日の第40回衆議院議員総選挙に旧北海道3区から無所属（社会党推薦）で立候補し、初当選した。その後社会党に入党し、自由民主党の白川勝彦らと自社さ連立政権樹立の立役者となる。
1995年の北海道知事選挙で社会党は横路孝弘の後継となった前副知事の堀達也を新進党と共に推薦。しかし金田は自身の旧北海道3区でのライバル佐藤孝行と共に自民党推薦候補であった伊東秀子を支援したことで社会党から除名処分となる。平和・市民を経て新党さきがけに入党。1996年、旧民主党の結党に参加。この間、社会党除名から1998年の民主党（第2次）結成まで一貫して中尾則幸と行動を共にしている。
小選挙区比例代表並立制導入以後は1996年・2000年は比例北海道ブロックのみに単独で立候補し再選。事実上のコスタリカ方式で共闘した鉢呂吉雄が道知事選立候補のために北海道8区が補欠選挙となった際は、金田が辞職して補選に立候補する予定だったが、10月10日に衆議院解散となったことで総選挙となり、北海道8区から立候補する。2003年と2005年の総選挙では2回連続で小選挙区勝利で当選した。
1997年、臓器移植法の審議に際して「脳死を『人の死』と定義する」案（いわゆる中山太郎案）に反対し、対案を提出。中山案と金田案の採決は、憲政史上初めて与野党とも党議拘束を行わない中で実施された。
1994年4月25日の内閣総理大臣指名選挙では当時の所属政党の社会党は新生党党首の羽田孜支持を決定していたが自身は造反し白票。1999年に民主党が党議拘束を掛けなかった国旗・国歌法に反対、2001年には、民主党が党議拘束を掛け賛成したテロ特措法に基く自衛隊のアフガニスタンへの派遣に反対し次の内閣厚労相を解任された。
2006年初頭、風邪で入院中に脳梗塞を発症。リハビリを経て同年末より国会活動を再開したが、選挙活動が困難な状態であることから2007年10月2日、次回総選挙に立候補せず今期限りで政界を引退することを表明。2009年7月21日、衆議院解散に伴い政界から引退した。
2023年3月10日、脳幹出血のため、函館市内の病院で死去した。75歳没。

## 政治姿勢
- 1997年10月23日、金正日が北朝鮮の国防委員会委員長に推戴されたことを記念する祝賀宴に参加した[3]。
- 静岡空港建設反対の国会議員署名活動で署名者に加わっている[4]。
- 2008年3月26日、国鉄労働組合のJR採用差別闘争の院内集会に参加し、連帯の挨拶を行った[5]。
- 選択的夫婦別姓制度導入に賛成[6]。